# Liste der Ministerpräsidenten Jugoslawiens
Liste der Ministerpräsidenten Jugoslawiens von der Staatsgründung 1918 bis zur Auflösung der Staatenunion und Abschaffung des Amtes 1992.

## Königreich der Serben, Kroaten und Slowenen (1918–1929)
Das Königreich der Serben, Kroaten und Slowenen entstand am 1. Dezember 1918 durch die Zusammenlegung des Königreichs Serbien und des „Staats der Serben, Kroaten und Slowenen“.
| Name               | Lebensdaten | Amtsantritt       | Amtsaustritt      | Partei                              |
| ------------------ | ----------- | ----------------- | ----------------- | ----------------------------------- |
| Nikola Pašić       | 1845–1926   | 1. Dezember 1918  | 22. Dezember 1918 | Radikale Volkspartei                |
| Stojan Protić      | 1857–1923   | 22. Dezember 1918 | 16. August 1919   | Radikale Volkspartei                |
| Ljubomir Davidović | 1863–1940   | 16. August 1919   | 19. Februar 1920  | Demokratische Partei                |
| Stojan Protić      | 1857–1923   | 19. Februar 1920  | 16. Mai 1920      | Radikale Volkspartei                |
| Milenko Vesnić     | 1863–1921   | 16. Mai 1920      | 1. Januar 1921    | Radikale Volkspartei                |
| Nikola Pašić       | 1845–1926   | 1. Januar 1921    | 28. Juli 1924     | Radikale Volkspartei                |
| Ljubomir Davidović | 1863–1940   | 28. Juli 1924     | 6. November 1924  | Demokratische Partei                |
| Nikola Pašić       | 1845–1926   | 6. November 1924  | 8. April 1926     | Radikale Volkspartei                |
| Nikola Uzunović    | 1873–1954   | 8. April 1926     | 17. April 1927    | Radikale Volkspartei                |
| Velimir Vukićević  | 1871–1930   | 17. April 1927    | 28. Juli 1928     | Radikale Volkspartei                |
| Anton Korošec      | 1872–1940   | 8. Juli 1928      | 7. Januar 1929    | Slowenische Volkspartei             |
| Petar Živković     | 1879–1953   | 7. Januar 1929    | 3. Oktober 1929   | Jugoslawische Radikale Bauernpartei |

## Königreich Jugoslawien (1929–1945)
Die Umbenennung in Königreich Jugoslawien erfolgte am 3. Oktober 1929. Das Königreich bestand bis zur deutschen Invasion im April 1941, wurde aber erst im November 1945 formell aufgelöst.
| Name                                         | Lebensdaten | Amtsantritt       | entlassen         | Partei                                                                                 |
| -------------------------------------------- | ----------- | ----------------- | ----------------- | -------------------------------------------------------------------------------------- |
| Petar Živković                               | 1879–1953   | 3. Oktober 1929   | 4. April 1932     | Jugoslawische Radikale Bauernpartei                                                    |
| Vojislav Marinković                          | 1876–1935   | 4. April 1932     | 3. Juli 1932      | Demokratische Partei                                                                   |
| Milan Srškić                                 | 1880–1937   | 3. Juli 1932      | 27. Januar 1934   | Jugoslawische Radikale Bauernpartei                                                    |
| Nikola Uzunović                              | 1873–1954   | 27. Januar 1934   | 22. Dezember 1934 | Jugoslawische Radikale Bauernpartei (bis 1934), Jugoslawische Nationalpartei (ab 1934) |
| Bogoljub Jevtić                              | 1886–1960   | 22. Dezember 1934 | 24. Juni 1935     | Jugoslawische Nationalpartei (bis 1935), Jugoslawische Radikale Union (ab 1935)        |
| Milan Stojadinović                           | 1886–1961   | 24. Juni 1935     | 5. Februar 1939   | Jugoslawische Radikale Union                                                           |
| Dragiša Cvetković                            | 1893–1969   | 5. Februar 1939   | 27. März 1941     | Jugoslawische Radikale Union                                                           |
| Dušan Simović (ab April 1941 Exil in London) | 1882–1962   | 27. März 1941     | 12. Januar 1942   | –                                                                                      |
| Slobodan Jovanović (Exil in London)          | 1869–1958   | 12. Januar 1942   | 26. Juni 1943     | –                                                                                      |
| Miloš Trifunović (Exil in London)            | 1871–1957   | 26. Juni 1943     | 10. August 1943   | Serbische Radikal Volkspartei                                                          |
| Božidar Purić (Exil in London und Kairo)     | 1891–1977   | 10. August 1943   | 8. Juli 1944      | –                                                                                      |
| Ivan Šubašić (Exil in London)                | 1892–1955   | 8. Juli 1944      | 30. Januar 1945   | Kroatische Volkspartei                                                                 |
| Drago Marušić (Exil in London)               | 1884–1975   | 30. Januar 1945   | 7. März 1945      | –                                                                                      |
| Josip Broz Tito                              | 1892–1980   | 7. März 1945      | 29. November 1945 | Bund der Kommunisten Jugoslawiens                                                      |

## Sozialistische Föderative Republik Jugoslawien (1945–1991)
Nach der Invasion durch die Wehrmacht (April 1941) wurde der Antifaschistische Rat der Nationalen Befreiung Jugoslawiens gegründet. Dieser nahm nach dem Rückzug der Wehrmacht die Amtsgeschäfte einer Regierung wahr. Er entzog dem König Peter II. sowie der Exilregierung die Anerkennung. Unter der Führung von Josip Broz Tito wurde dann die Sozialistische Föderative Volksrepublik Jugoslawien gegründet. Am 7. April 1963 wurde sie in Sozialistische Föderative Republik Jugoslawien umbenannt.
Bis zum 14. Januar 1953 wurde die Regierung vom Ministerpräsidenten geführt, dann das Präsidium der SFRJ gegründet, deren Präsident der De-facto-Regierungschef war. Dennoch blieb das Amt bestehen.
| Name              | Lebensdaten | Amtsantritt       | entlassen         | Partei                                                                                     |
| ----------------- | ----------- | ----------------- | ----------------- | ------------------------------------------------------------------------------------------ |
| Josip Broz Tito   | 1892–1980   | 29. November 1945 | 29. Juni 1963     | Bund der Kommunisten Jugoslawiens                                                          |
| Petar Stambolić   | 1912–2007   | 29. Juni 1963     | 16. Mai 1967      | Bund der Kommunisten Jugoslawiens                                                          |
| Mika Špiljak      | 1916–2007   | 16. Mai 1967      | 18. Mai 1969      | Bund der Kommunisten Jugoslawiens                                                          |
| Mitja Ribičič     | 1919–2013   | 18. Mai 1969      | 30. Juli 1971     | Bund der Kommunisten Jugoslawiens                                                          |
| Džemal Bijedić    | 1917–1977   | 30. Juli 1971     | 18. Januar 1977   | Bund der Kommunisten Jugoslawiens                                                          |
| Veselin Đuranović | 1925–1997   | 18. Januar 1977   | 16. Mai 1982      | Bund der Kommunisten Jugoslawiens                                                          |
| Milka Planinc     | 1924–2010   | 16. Mai 1982      | 15. Mai 1986      | Bund der Kommunisten Jugoslawiens                                                          |
| Branko Mikulić    | 1928–1994   | 15. Mai 1986      | 16. März 1989     | Bund der Kommunisten Jugoslawiens                                                          |
| Ante Marković     | 1924–2011   | 16. März 1989     | 20. Dezember 1991 | Bund der Kommunisten Jugoslawiens (bis 1990), Bund der Reformkräfte Jugoslawiens (ab 1990) |